# 14027 Ichimoto
14027 Ichimoto eller 1994 TJ1 är en asteroid i huvudbältet som upptäcktes den 2 oktober 1994 av de båda japanska astronomerna Kazuro Watanabe och Kin Endate vid Kitami-observatoriet. Den är uppkallad efter Kiyoshi Ichimoto.
Asteroiden har en diameter på ungefär 3 kilometer och den tillhör asteroidgruppen Astraea.